# Collioure
Collioure je město na jihu Francie v departementu Pyrénées-Orientales na pobřeží Středozemního moře nedaleko hranic se Španělskem.

## Geografie

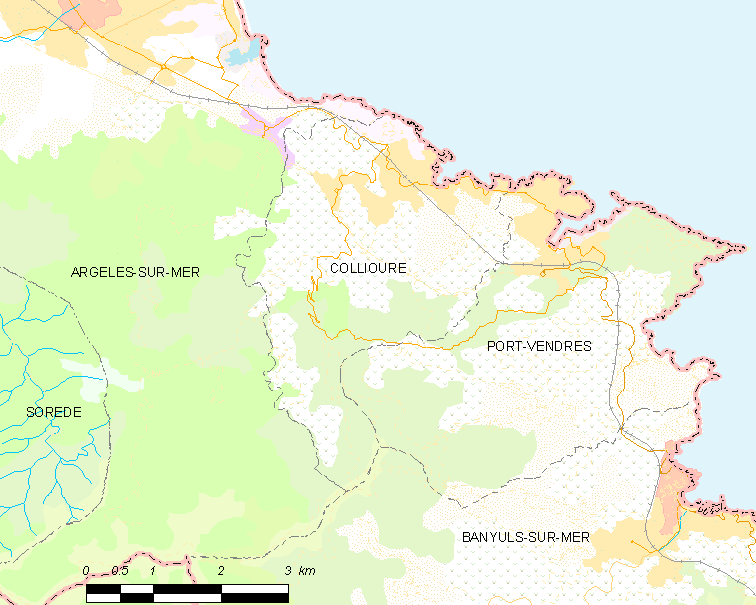

## Historie Collioure
Přístavní město bylo původně založeno Féničany a v průběhu staletí se zde vystřídali Řekové, Římané, Vizigóti a Arabové.

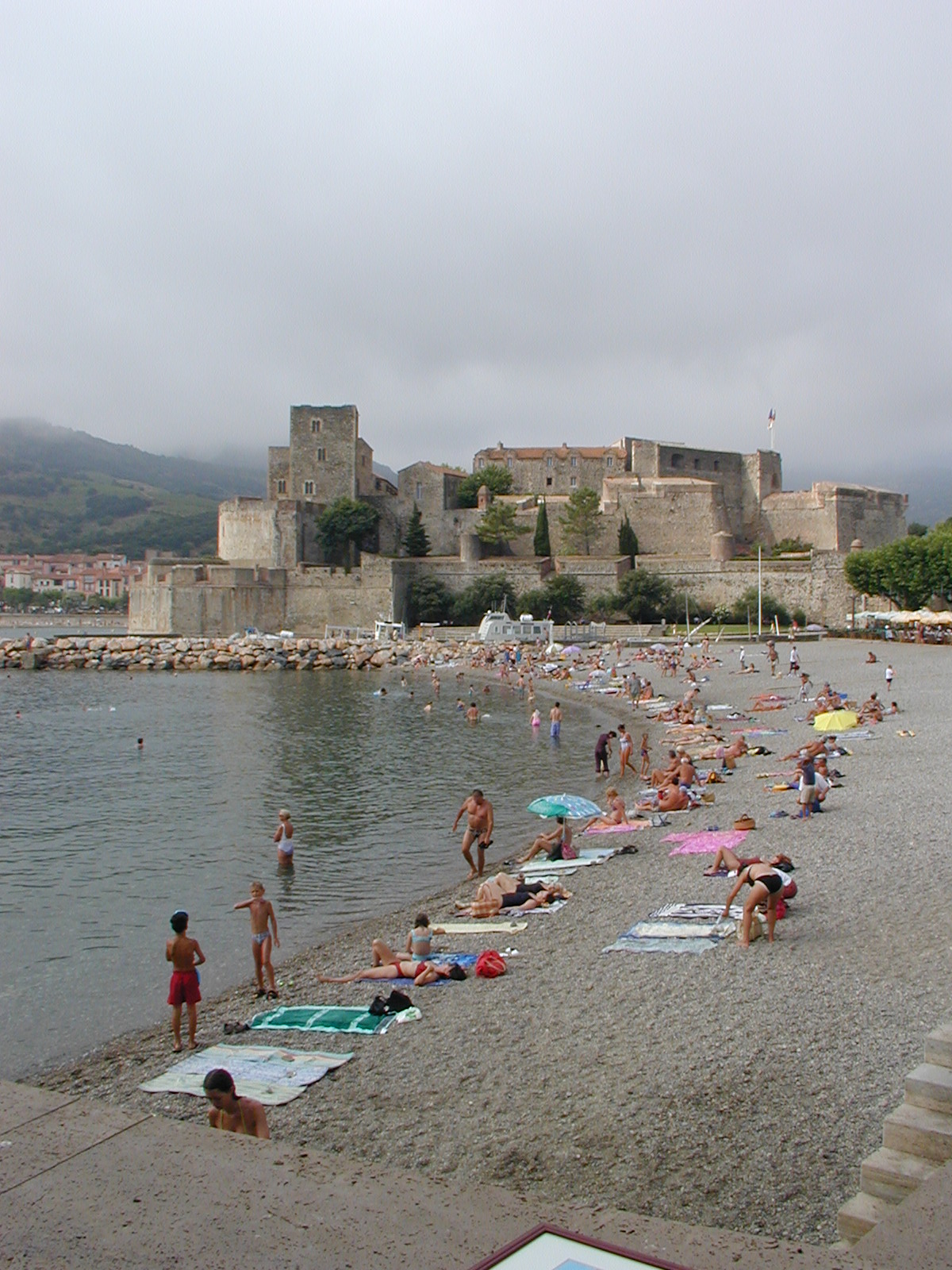
Královský hrad

Dominantou města je kdysi templářský a pak královský hrad z 12. století. Po rozprášení templářského řádu se hrad stal majetkem mallorských a aragonských králů a byl využíván jako letní rezidence. Dnešní vzhled hradu ovlivnila zásadní Vaubanova přestavba za Ludvíka XIV.
Kostel v přístavu pochází také z ruky králova architekta Vaubana. Zvonice je náhradou za maják pro zbloudilé námořníky.
Na severní straně města je pevnost st. Elme a na jižní Miradou.
Město bylo v minulosti centrem výroby nasolených ryb, hlavně ančoviček. Po roce 1659 bylo zbaveno králem daně ze soli.

## Vývoj počtu obyvatel
| 1946 | 1954 | 1962 | 1968 | 1975 | 1982 | 1990 | 1999 | 2006 | 2010 |
| ---- | ---- | ---- | ---- | ---- | ---- | ---- | ---- | ---- | ---- |
| 2516 | 2587 | 2652 | 2525 | 2516 | 2527 | 2726 | 2763 | 2937 | 2989 |

Počet obyvatel

## Ekonomika
Město je v současnosti zaměřeno na zisky z turismu.

## Partnerská města
- Soria - Španělsko